# Северо-западные низинные леса Конго
Северо-западные низинные леса Конго (фр. Forêts humides du bassin occidental du Congo) — экорегион, протянувшийся от Республики Конго на юге до Камеруна и ЦАР на севере. Статус сохранности экорегиона оценивается как уязвимый.
В среднем, плотность населения составляет менее 5 чел. на км². В крупных городах, таких как Яунде и Банги, плотность населения выше. Во внутренних территориях, особенно в Габоне и Конго, население может составлять всего 1 чел. на км², в таких районах большинство людей живут около рек и дорог.

## Рельеф
Большая часть экорегиона залегает на докембрийских коренных породах с домеловыми отложениями на севере. Высота над уровнем моря, по большей части, находится в районе от 300 м до 800 м. Рельеф поднимается на севере и на юге экорегиона, где находится массив Шайю.

## Климат
В центре региона среднее годовое количество осадков колеблется от 1400 до 2000 мм. Среднегодовой максимум температуры составляет от 27 °C до 30 °C, среднегодовой минимум — от 18 °C до 21 °C.

## Флора и фауна
В регионе не наблюдается высокого уровня эндемизма растений. Исследование показало, что леса данного экорегиона богаче, чем леса Западной Африки. На участке площадью 0,02 га в Габоне было найдено более 200 видов растений, на участке 0,01 га в Камеруне было обнаружено 227 видов.
Уровень эндемизма фауны в регионе выше, чем у флоры. По крайней мере 13 видов млекопитающих являются почти эндемичными, а три — строго эндемичными. К строгим эндемичным млекопитающим относятся древесная мышь, габонская многозубка и Sylvisorex konganensis. К почти эндемичным видам относятся чёрный колобус, плетеная летучая мышь Глена, лесной подковонос, а также пять видов землероек.
По оценкам, в Габоне и Конго обитает 190 и 198 видов млекопитающих соответственно, в заповеднике Дзанга-Сангха в ЦАР обитает 105 видов нелетучих млекопитающих. В лесах в Камеруне зарегистрировано 29 видов приматов, в Габоне — 19. Скорее всего, в данном экорегионе обитает больше всего горилл, чем в любом другом экорегионе Африки. Другие лесные млекопитающие включают красного буйвола и лесных антилоп, таких как бонго и ситатунга. Экорегион также известен большой популяцией лесных слонов, на некоторых территориях они остаются относительно нетронутыми.
Разнообразна фауна птиц, экорегион находится в восточной части эндемичной зоны птиц Камеруна и Габона. Один только национальный парк Одзала насчитывает 442 вида. Среди птиц в экорегионе обитают габунский батис и малимбус Рэчела.
Также велико видовое богатство земноводных. Среди эндемичных видов встречаются два вида лягушек: Xenopus boumbaensis и Xenopus pygmaeus, змеи Gonionotophis grantii и Typhlops zenkeri и сцинк Leptosiaphos fuhni.

## Состояние экорегиона
Одними из главных угроз для экорегиона являются охота на мясо диких животных и браконьерство на слоновую кость. Вырубка лесов вызывает беспокойство даже на охраняемых территориях. Лесозаготовки и другие объекты инфраструктуры вносят свой вклад в неравномерную потерю среды. Развитие дорог также способствует взаимодействию между людьми и животными, обычно ущерб наносится последним.

## Провинции, полностью или частично расположенные в экорегионе
- Габон: Верхнее Огове, Волё-Нтем, Нгуние, Огове-Ивиндо, Огове-Лоло, Среднее Огове;
- ДР Конго: Южное Убанги;
- Камерун: Адамава, Восточный регион, Западный регион, Прибрежный регион, Центральный регион, Южный регион;
- Республика Конго: Западный Кювет, Кювет, Ликуала, Плато, Санга;
- ЦАР: Мамбере-Кадеи, Лобае, Санга-Мбаэре;
- Экваториальная Гвинея: Ке-Нтем.